# Адріатично-Іонічна автомагістраль
Адріатично-Іонічне автомагістраль (алб. Autostrada Adriatiko-Joniane, хорв. і босн. Jadransko-jonska autocesta, серб. і чорн. Јадранско-јонски аутопут) або шосе Трієст-Каламата або Блакитний коридор — майбутня автомагістраль, яка простягнеться вздовж усього східного узбережжя Адріатичного та Іонічного морів, охоплюючи західне узбережжя Балканського півострова від Італії на півночі через Словенію, Хорватію, Чорногорію, Албанії до Греції на півдні.

## Опис
Дорогу планують побудувати за всіма стандартами автомагістралі. Розпочнеться вона в Трієсті, Італія, пройде через Словенію, увійде в Хорватію біля Рієки та продовжиться через Хорватію як частина автомагістралі А1. Дорога буде з'єднана з Чорногорією через Хорватію через Пелєшацький міст. Оминувши Ульцинь, автомагістраль увійде в Албанію на південь від Скадарського озера та продовжить на південь, проминувши Шкодер, Тірану, Рогожине, Фієр і Гірокастер. На виїзді з Албанії автомагістраль слідуватиме за грецькою ділянкою маршруту E55, закінчуючись у Каламаті.
Дорога розглядається як справа державного значення для Хорватії, Чорногорії та Албанії. Ці країни виступили з ініціативою включити автомагістраль до пан'європейських коридорів, щоб мати можливість забезпечити іноземне фінансування.

### Італія
З початком Адріатично-Іонічної автостради в Трієсті використовується вже існуюча під'їзна дорога RA 13 до словенського кордону. RA 13 з'єднаний зі словенським шосе A3.

### Словенія
Словенська ділянка починається з уже існуючої A3 від кордону з Італією в Сежані до сполучення з A1. Подальший маршрут поки що не планується, але він веде до кордону з Хорватією поблизу Єлшане, де буде з'єднаний з хорватською трасою A7. До будівництва цієї частини рух транспорту здійснюватиметься дорогою державного значення.

### Хорватія

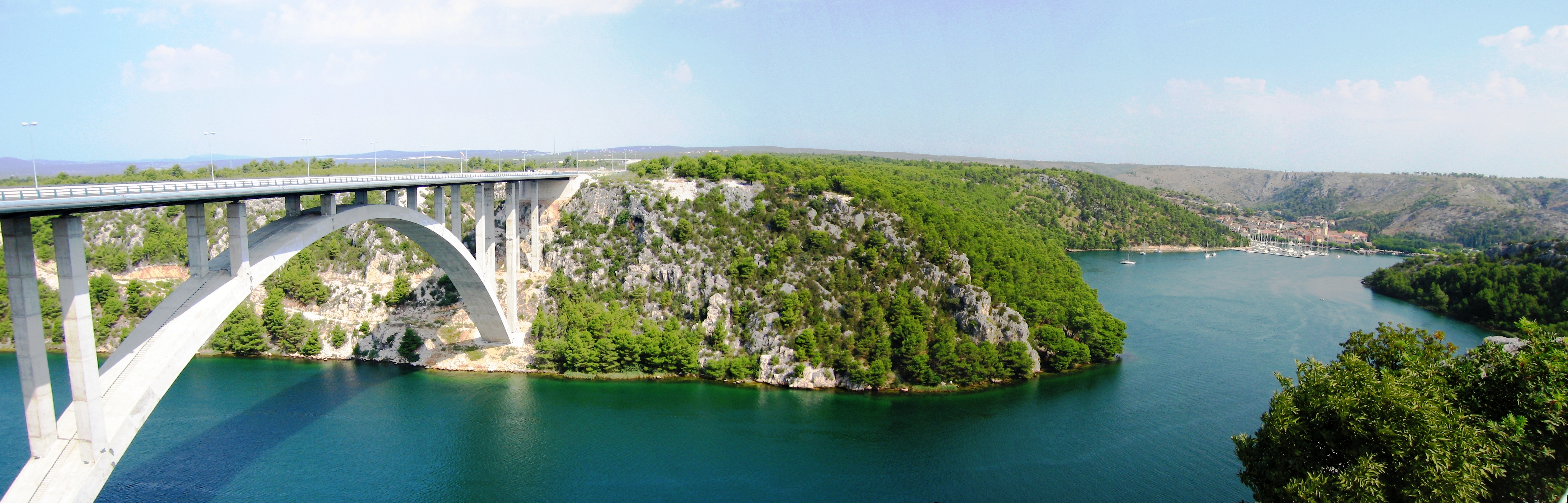
Міст через річку Крка, що веде на автостраду А1 на південь від Скрадіна, у безпосередній близькості від національного парку Крка

У Хорватії планується, що Адріатично-Іонічна автомагістраль буде проходити по всій довжині траси автомагістралі А7 та автостради А1 від розв'язки Жута Локва до прикордонного переходу Нова Села.
Наразі Хорватія досягла найбільшого прогресу на своїй ділянці, завершивши значну частину автомагістралі A7 та A1.
A7 завершується від словенського кордону в Рупa, минаючи Рієку та з'єднуючись з A6. Будівництво ділянки від цієї розв'язки до запланованої розв'язки з А1 на Жуті Локви наразі сповільнюється та планується як довгостроковий проєкт. До завершення будівництва цього сектора рух транспорту може здійснюватися непрямим шляхом до A1 через автомагістраль A6 (до перехрестя автомагістралей A1 і A6 на розв'язці Bosiljevo 2), або прямішим маршрутом до A1 через державну дорогу D8 (також відому як Адріатичне шосе).
Адріатично-Іонічна автомагістраль слідує за маршрутом автомагістралі А1 від розв'язки Жута Локва до прикордонного переходу Нова Села, де з'єднується з автострадою А1 у Боснії та Герцеговині.

### Боснія і Герцеговина
Ще не визначено, чи проходитиме автомагістраль через південь Боснії та Герцеговини поблизу Требіньє. Маршрут, що проходить через Требінське поле, потребуватиме схвалення як Герцеговинсько-Неретванського кантону, так і Республіки Сербської.

### Чорногорія

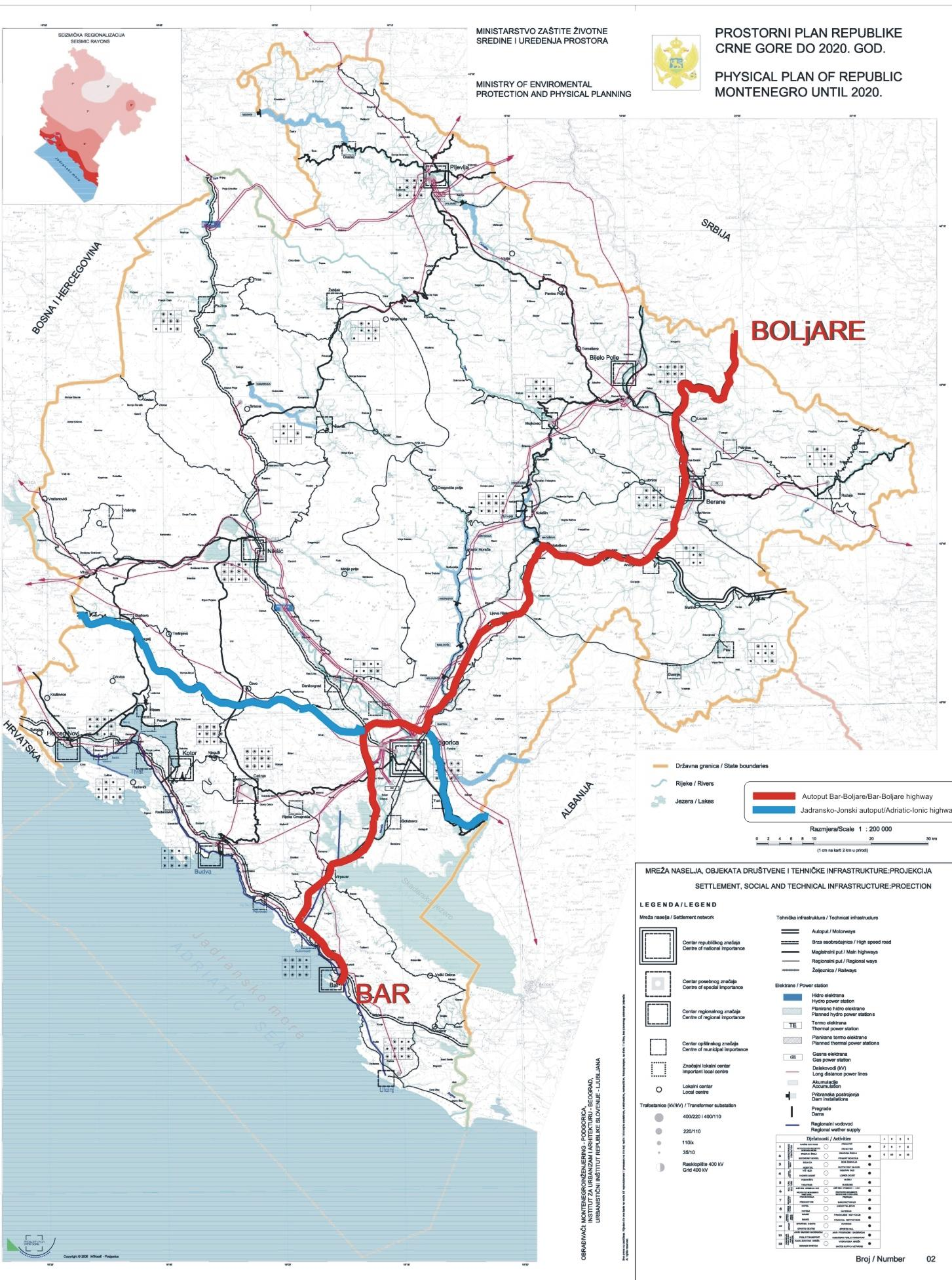
Коридори майбутніх автобанів у Чорногорії. Адріатично-іонічне шосе позначено синім кольором

У просторовому плані Чорногорії маршрут Адріатично-Іонічної автомагістралі на цю мить визначено таким чином:
- Нудо (кордон з Боснією та Герцеговиною) — Грахово — Чево — (Подгориця) Мареза — (Подгориця) Смоковац — Діноша — Божай (кордон з Албанією)

Таким чином, уряд Чорногорії розглядав лише варіант автомагістралі, що перетинає південь Боснії та Герцеговини поблизу Требіньє. Також планується паралельна швидкісна дорога вздовж узбережжя, яка з'єднається безпосередньо з хорватською мережею доріг у Дебелі Брієг, однак вона не вважається частиною Адріатично-Іонічного маршруту та не буде побудована за повним стандартом автомагістралі. Цей маршрут має на меті розвантажити Адріатичне шосе та прямуватиме узбережжям Чорногорії, до його маршруту включено міст Веріге.

### Албанія
Албанія майже завершила свій коридор з півночі на південь (SH1 і SH4), що з'єднує Чорногорію з Грецією. Решту частин коридору планується розширити до повного стандарту автомагістралі, наприклад, будівництво нових ділянок між прикордонним переходом Мурікан/Сукобін до SH1 у Бушаті на південь від Шкодера, модернізацію шосе Тумане-Кашар-Ррогожина, частину Мілот-Фієр до стандарту автомагістралі, що сполучає Фієр Обхід і розширення SH4 на південь від Фієра з невеликим відхиленням у Поцем біля Мемалія. Автомагістраль в Албанії проходитиме нинішньою ділянкою вздовж західної низовини, обійде Тірану через нещодавно заплановану автомагістраль Тумане-Кашар-Ррогожіне, продовжить на південь по існуючій SH4 і ввійде всередину країни у Фієрі в напрямку Тепелене та Гірокастер. Менше половини зазначених вище сегментів є однопроїзними дорогами, відомими як superstradë, тоді як сегменти SH4 Rrogozhine-Fier і A1 Milot-Thumanë були розширені до подвійних проїжджих частин, відомих як autostradë.

### Греція
У Греції Адріатично-Іонічна автомагістраль слідує за GR-5 від албанського кордону в Какавії до Яніни, ділянки, яку планується модернізувати до автомагістралі. Звідти вона прямує по автомагістралі A5 (Іонія Одос) до Антіріо, де перетинає Коринфську затоку через міст Ріо-Антірріо та зустрічається з автомагістраллю А8 (Олімпія Одос) у Ріо.
Від Ріо до Піргоса будується інша автомагістраль (яка буде продовженням Олімпії Одос-A5), щоб замінити цю ділянку існуючої національної дороги GR-9. Інша ділянка від Піргоса до Кало Неро затримується через екологічні проблеми щодо озера Кайафас. Дорога Кало Неро — Цакона є відгалуженням GR-9 і веде до перехрестя з автострадою A7 поблизу міста Каламата.